# Norberto Paparatto
Norberto Javier Paparatto (Adrogué, 3 gennaio 1984) è un ex calciatore argentino, di ruolo centrocampista.

## Carriera
Paparatto comincia a giocare a livello professionistico nel 2005 in Argentina, con la maglia del Lanús, con la quale però collezionerà soltanto 2 presenze prima di passare in Primera B Nacional con la maglia del Tiro Federal. Torna nella massima serie argentina nel 2007 con la maglia del Tigre, dove rimarrà per 7 anni, diventandone anche capitano nell'ultima stagione. Il 15 gennaio 2014 si trasferisce in Major League Soccer, più precisamente ai Portland Timbers, dove vincerà la MLS 2015 collezionando 19 presenze. Dopo aver passato i primi sei mesi del 2016 all'Atlético Rafaela, fa il suo ritorno in MLS in agosto, firmando per l'FC Dallas.
Il 13 novembre 2021 annuncia il proprio ritiro dal calcio.

## Palmarès

### Competizioni nazionali
- Campionato MLS: 1

Portland Timbers: 2015
- MLS Supporters' Shield: 1

FC Dallas: 2016
- US Open Cup: 1

FC Dallas: 2016